# Arsi
Arsi är en zon i Etiopien.   Den ligger i regionen Oromia, i den centrala delen av landet, 190 km söder om huvudstaden Addis Abeba. Antalet invånare är 2 637 000.
Följande samhällen finns i Arsi:
- Āsela